# Сан-Хуанська архідіоцезія
Са́н-Хуа́нська архідіоце́зія (лат. Archidioecesis Sancti Ioannis Portoricensis; ісп. Arquidiócesis de San Juan de Puerto Rico) — архідіоцезія римського обряду Католицької церкви в Пуерто-Рико, з центром у місті Сан-Хуан. Охоплює терени острова Пуерто-Рико. Входить до складу Пуерториканської церковної провінції.  Заснована 30 квітня 1960 року. Голова — архієпископ Сан-Хуанський. Центральний храм — Сан-Хуанський собор. Суфраганні діоцезії — Аресібська, Кагуаська, Маягуеська, Понсійська і Фахардо-Умакаоська.  Населення — 1,281,893 ос.; з них католики — 898,218 ос. (70.1%). Чинний голова — Роберто Гонсалес Ньєвес, архієпископ Сан-Хуанський.

## Назва
- Пуерторика́нська архідіоце́зія (лат. Archidioecesis Portoricensis) — коротка назва за іменуванням острова.
- Пуерторика́нська архідіоце́зія свято́го Іва́на (лат. Archidioecesis Sancti Joannis Portoricensis)
- Пуерторика́нська діоце́зія (лат. Dioecesis Portoricensis) — назва у 1511—1924 роках.
- Пуерторика́нське єпи́скопство — за титулом ієрарха і назвою острова.
- Са́н-Хуа́нська архідіоцезія (лат. Archidioecesis Sancti Joannis Portoricensis, ісп. Arquidiócesis de San Juan de Puerto Rico) — сучасна назва.
- Са́н-Хуа́нська діоце́зія (лат. Dioecesis Sancti Ioannis Portoricensis; ісп. Dioecesis de San Juan de Puerto Rico) — назва у 1924—1960 роках.
- Сан-Хуанське єпи́скопство — за титулом ієрарха і назвою катедри.

## Історія
8 серпня 1511 року була заснована Пуерториканська діоцезія шляхом виокремлення зі складу іспанської Севільської архідіоцезії. Нове єпископство стало суфраганною діоцезією Севільської архідіоцезії. До його юрисдикції входив острів Пуерто-Рико.
1519 року до юрисдикції Пуерториканської діоцезії увійшла частина Навітряних островів з групи Малих Антильських островів.
12 лютого 1546 року Пуерториканська діоцезія була перепідпорядкована іспанській Санто-Домінгівській архідіоцезії.
20 травня 1790 року була створена Гайянська діоцезія шляхом виокремлення зі складу Пуерториканської діоцезії.
21 листопада 1924 року була створена Понсійська діоцезія шляхом виокремлення зі складу Пуерториканської діоцезії; сама Пуерториканська діоцезія перейменована на Сан-Хуанську діоцезію.
30 квітня 1960 року була створена Аресібська діоцезія шляхом виокремлення зі складу Понсійської і Сан-Хуанської діоцезій; Сан-Хуанська діоцезія перетворена на Сан-Хуанську архідіоцезію.
4 листопада 1964 року була створена Кагуаська діоцезія шляхом виокремлення зі складу Понсійської діоцезії і Сан-Хуанської архідіоцезії.
11 березня 2008 року була створена Фахардо-Умакаоська діоцезія  шляхом виокремлення зі складу Кагуаської діоцезії і Сан-Хуанської архідіоцезії.

### Банкрутство
У січні 2018 року католицькі школи архідіоцезії оголосили себе банкрутами, оскільки не могли виплачувати пенсії своїм учителям. Про припинення виплат учителям шкіл керівництво повідомило ще 2016 року, мотивуючи це економічною кризою, витоком населення на континент та закриттям через це близько половини з 80 католицьких шкіл. Разом з тим учителі не погодилися з таким рішенням та подали судовий позов з вимогою виплатити їм 4,7 млрд доларів США пенсій. 27 березня 2018 року суддя Сан-Хуанського суду задовольнив позов та заарештував майно архідієцезії. В серпні 2018 року архідіоцезія також оголосила себе банкрутом задля попередження конфіскації власного майна за позовом учителів.

## Архієпископи
- Роберто Гонсалес Ньєвес

## Статистика
Згідно з «Annuario Pontificio» і Catholic-Hierarchy.org:
| Рік  | Населення | Населення | Населення | Священики | Священики | Священики | Священики           | Диякони | Ченці    | Ченці | Парафії |
| Рік  | католики  | загалом   | %         | загалом   | секулярні | ченці     | вірних на священика | Диякони | чоловіки | жінки | Парафії |
| ---- | --------- | --------- | --------- | --------- | --------- | --------- | ------------------- | ------- | -------- | ----- | ------- |
| 1949 | 1.130.000 | 1.200.000 | 94,2      | 173       | 41        | 132       | 6.531               |         | 147      | 342   | 63      |
| 1966 | 700.000   | 800.000   | 87,5      | 255       | 66        | 189       | 2.745               |         | 220      | 639   | 53      |
| 1970 | 970.400   | 1.500.000 | 64,7      | 278       | 89        | 189       | 3.490               |         | 234      | 391   | 83      |
| 1976 | 874.240   | 1.090.800 | 80,1      | 320       | 88        | 232       | 2.732               |         | 294      | 833   | 110     |
| 1980 | 1.002.080 | 1.252.600 | 80,0      | 327       | 108       | 219       | 3.064               | 57      | 313      | 750   | 119     |
| 1990 | 989.000   | 1.237.000 | 80,0      | 346       | 124       | 222       | 2.858               | 241     | 306      | 629   | 146     |
| 1999 | 1.127.197 | 1.408.997 | 80,0      | 326       | 149       | 177       | 3.457               | 263     | 219      | 314   | 153     |
| 2000 | 1.007.197 | 1.393.611 | 72,3      | 349       | 142       | 207       | 2.885               | 262     | 291      | 506   | 154     |
| 2001 | 1.000.000 | 1.435.782 | 69,6      | 345       | 135       | 210       | 2.898               | 265     | 284      | 489   | 154     |
| 2002 | 1.001.628 | 1.460.593 | 68,6      | 330       | 134       | 196       | 3.035               | 256     | 279      | 554   | 154     |
| 2003 | 1.011.178 | 1.697.435 | 59,6      | 328       | 139       | 189       | 3.082               | 242     | 252      | 380   | 154     |
| 2004 | 1.064.622 | 1.419.496 | 75,0      | 335       | 144       | 191       | 3.177               | 241     | 251      | 510   | 154     |
| 2010 | 898.218   | 1.281.893 | 70,1      | 279       | 115       | 164       | 3.219               | 165     | 203      | 459   | 142     |
| 2014 | 912.000   | 1.305.000 | 69,9      | 239       | 116       | 123       | 3.815               | 202     | 141      | 278   | 142     |

## Суфраганні діоцезії
1. Аресібська діоцезія
2. Кагуаська діоцезія
3. Маягуеська діоцезія
4. Понсійська діоцезія
5. Фахардо-Умакаоська діоцезія